# Holmagöl (Långaryds socken, Småland)
Holmagöl är en sjö i Hylte kommun i Småland och ingår i Nissans huvudavrinningsområde.